# Репище (Московская область)
Репище — деревня в Одинцовском районе Московской области, входит в городское поселение Кубинка. Население 58 человек на 2006 год, в Репище 2 улицы, при деревне числятся 2 садовых товариществв. До 2006 года Репище входило в состав Наро-Осановского сельского округа.
Деревня расположена на Можайском шоссе, на берегу безымянного левого притока Сетуни, в 1 километре от западной окраины Кубинки, высота центра над уровнем моря 192 м.
Деревня бортника Ондрейка Телицина, в которой он живёт на Репищи, упоминается в начале XV века в жалованной грамоте князя Юрия Дмитриевича. В XVI веке князь Давид Данилович Хромой (Давид Данилович Пеньков-Ярославский Хромой) завещал Репище Кирилло-Белозерскому монастырю, но, ввиду удалённости последнего, деревню, в 1538 году, белозерцы продали Савво-Сторожевскому, которому она принадлежала до 1764 года. На 1852 год в Репище числилось 15 дворов, 66 душ мужского пола и 77 — женского, в 1890 году — 70 человек. По Всесоюзной переписи 17 декабря 1926 года числилось 48 хозяйств и 234 жителя, Репище было центром сельсовета, на 1989 год — 43 хозяйства и 76 жителей.